# 印尼侏鰩
印尼侏鰩（學名：Fenestraja sibogae），為軟骨魚綱鰩目吞鰩科侏鰩屬的一種，分布於中西太平洋巴里島海域，深度可達290公尺，體長可達31公分，棲息在大陸坡海域，為深海底棲性魚類，屬肉食性，卵生，生活習性不明。